# Мстислав Німий
Мстислав Ярославич Німий (д.-рус. Мьстиславь Нѣмыи; †1226) — князь пересопницький (1180-бл.1220), галицький (1212-1213), луцький (бл.1220-1226). Молодший син Ярослава II Ізяславича, князя Волинського і Київського.

## Біографія
У 1183 році Мстислав брав участь разом зі Святославом III Київським, Рюриком Ростиславичем, галицькими і переяславськими військами в поході на половців та перемозі на річці Орелі. В 1207 році разом з Олександром Белзьким ходив на Володимир, а в 1211 році разом з угорцями, поляками та іншими волинськими князями прийшов на допомогу Данилу Галицькому в боротьбі з князем галицьким Володимиром Ігоровичем і його братом Романом.
1212 року, після вигнання галицькими боярами Данила та його матері і вторинного посадження їх у Галичі угорським королем Андрієм II Хрестоносцем, бояри запросили Мстислава до Галича. Данило з матір'ю втекли до Угорщини, король знову пішов на Галич. Мстислава вигнали, і престол ненадовго зайняв боярин Владислав Кормильчич. Майже відразу краківський князь Лешко I Білий організував похід на Галич, в якому брали участь і війська Мстислава.
По смерті старшого брата Інгвара (бл.1220) Мстислав зайняв луцький престол, залишивши за собою Пересопницю. Ймовірно, засновник Пересопницького монастиря Різдва Пресвятої Богородиці.
У 1223 році Мстислав разом з Данилом брав участь в битві на річці Калці, в якій загинули двоє його племінників: Ізяслав Інгварович Дорогобузький і Святослав Інгварович шумський.
Перед смертю заповів Луцьк Данилу Романовичу, доручивши йому свого сина Івана (невдовзі помер), порушивши права своїх старших племінників Ярослава та Володимира Інгваровичів. Ярослав зайняв Луцьк, але поступився Данилові в обмін на інші уділи.

## Сім'я та діти
Відомостей про дружину не збереглося.
Діти:
- Іван (†1227) — князь луцький.